# Carterornis
Genre
Synonymes
- Monarcha Vigors & Horsfield, 1827[1]
- Monacha Swainson, 1837[1]
- Monarches Hartlaub & Finsch, 1871[1]
- Symposiachrus Bonaparte, 1854[1]
- Symposiarchus Sundevall, 1872[1]

Carterornis est un genre de passereaux de la famille des Monarchidae. Il regroupe quatre espèces de monarques, répartis à travers l'écozone australasienne.

## Liste alphabétique des espèces
Selon la classification de référence du Congrès ornithologique international (version 8.2, 2018) :
- Carterornis leucotis (Gould, 1850) - Monarque à demi-collier, Monarque oreillard
- Carterornis pileatus (Salvadori, 1878) - Monarque à nuque blanche
- Carterornis castus (Scater, 1883) - Monarque des Tanimbar
- Carterornis chrysomela (Lesson, R & Garnot, 1827) — Monarque doré